# Pia Tafdrupová
Pia Tafdrupová (* 29. května 1952 Kodaň) je dánská spisovatelka. Je především básnířka, vydala 17 básnických sbírek, ale napsala také několik románů a divadelních her. K jejím velkým tématům patří tělo, erotika a ženství.
Její rodiče byli Židé, kterým se podařilo během německé okupace Dánska uniknout do neutrálního Švédska. Po válce se vrátili do Dánska a Pia vyrostla na farmách Endrupgaard a Rosendal na severu ostrova Sjaeland. Válečná zkušenost její rodiče přiměla izolovat rodinu od rušivých vlivů a hrozeb a Pia prožila dle vlastních slov "přechráněné dětství". Právě nečekaná konfrontace s reálným světem na prahu dospělosti ji přivedla k poezii, jako místu, kde se lze s tímto traumatem vyrovnat. Vystudovala dánštinu a tělesnou výchovu na Kodaňské univerzitě, absolvovala roku 1977. Poté pracovala jako učitelka střední školy na ostrově Fyn, a to do té doby, než se uživila literaturou. Roku 1978 se vdala za profesora Bo Hakona Jørgensena, se kterým měla dvě děti. Když odrostly, aniž by se pár rozešel, začala se Tafdrupová ve společnosti objevovat s lesbickou přítelkyní. Téma dvou druhů lásky (heterosexuální a homosexuální) je i častým námětem její poezie, zejména té z let 2014-2022.
Literárně debutovala v roce 1981. Patřila k vlně, která je v Dánsku někdy nazývána básnická renesance 80. let (k dalším důležitým postavám renesance jsou počítání Michael Strunge, Søren Ulrik Thomsen a Juliane Preislerová). Její knihy byly přeloženy do více než dvaceti pěti jazyků. V roce 1999 obdržela nejprestižnější skandinávské literární ocenění, Cenu Severské rady, a to za sbírku básní Dronningeporten, k níž jí inspirovala návštěva Jeruzaléma. Roku 2001 byla vyznamenána Řádem Dannebrog.